# 浅岡幸三
浅岡 幸三（あさおか こうぞう、1949年〈昭和24年〉5月 ）は、ストリートダンサー、プロデューサーであり、アメリカンブラックカルチャー・ダンス研究家。日本のヒップホップ、ストリートダンスの先駆者である。

## 人物
60年代〜90年代のアメリカ発祥ブラックミュージック、ダンスカルチャーをタイムリーに調査、研究、会得し体得する。その知識と経験は後に体系化するに至り日本初のストリートダンス、ヒップホップ・ダンススクール「FUNKY JAM」を創設。
アンダーグランドと称される小規模なものや、団体・企業の大規模なプロモーション活動を通じ、日本各地にアメリカンブラックカルチャーをライブパフォーマンス形式で紹介する。映像や執筆の活動も行っており、その内容は日本国内のメディアにより広く紹介される。
ソウルダンス、ブレイクダンス、ヒップホップダンス、ニュージャックスウィングをはじめとする日本におけるストリートダンスカルチャーの発展に大きく貢献し礎を築いた。

## 関連人物
- モンチ田中（Mixs International DJ）
- 村山隆史（FLOOR MASTERS）
- 七類誠一郎（Tony Tee）
- 金子亜紀（ICE COCOA）

## 参考出典
- 80's JAPAN HIP HOP[出典無効]
- 日本におけるダンスシーンの歴史[出典無効]
- twitter 磯部涼 2014年9月4日 （ERIS 連載 「ニッポンのラップ」エリスメディア合同会社）
- twitter 磯部涼 2015年3月31日